# Comunicaciones ópticas del espacio profundo
Deep Space Optical Communications (DSOC) es un sistema de comunicación espacial láser en funcionamiento que mejoró el rendimiento de las comunicaciones de 10 a 100 veces con respecto a la tecnología de radiofrecuencia sin incurrir en aumentos de masa, volumen o potencia. DSOC es capaz de proporcionar enlaces descendentes de gran ancho de banda desde más allá del espacio cislunar.
El proyecto está dirigido por el Laboratorio de Propulsión a Chorro (JPL) de la NASA en Pasadena, California. En abril de 2024, el sistema se comunicó con éxito con la nave espacial Psyche a una distancia de 140 millones de millas.

## Misión Psyche
Una demostración de comunicación óptica en el espacio profundo está incluida en la misión Psyche de la NASA, lanzada el 13 de octubre de 2023. La nave espacial Psyche explorará el asteroide metálico 16 Psyche, llegando al cinturón de asteroides en 2029. La primera luz de DSOC se logró el 14 de noviembre de 2023. El experimento transmitió con éxito un video de ultra alta definición de 15 segundos el 11 de diciembre desde una ubicación a 19 millones de millas de la Tierra (31 millones de kilómetros, o aproximadamente 80 veces la distancia Tierra-Luna). El video precargado de un gato llamado Taters se envió a la tasa de bits máxima del sistema de 267 megabits por segundo (Mbps) y tardó 101 segundos en llegar a la Tierra.